# Melon de Guadeloupe
Le melon de Guadeloupe est un type de melon produit en Guadeloupe et qui bénéficie d'une indication géographique protégée depuis 2012.

## Historique
Le melon a été introduit en Guadeloupe par les colons et les religieux français et était déjà consommé au XVIIIe siècle,.
Après la Seconde Guerre mondiale, il est planté et consommé par la population locale jusqu'en 1981 où les premières exportations commencent vers la France métropolitaine, principalement hors de la saison de production des melons hexagonaux. La production augmente progressivement et se répartir entre le marché local et le marché européen au cours des années 1990.
Le melon de Guadeloupe obtient l'IGP (Indication Géographique Protégée) le 2 mars 2012. Aujourd'hui, 5 producteurs se partagent le marché.

## Aire géographique et facteur pédoclimatique

### Aire de l'IGP
Le melon de Guadeloupe IGP est cultivé sur 10 communes guadeloupéennes situées dans l'est et le nord de la Grande-Terre et à Marie-Galante.

### Géologie
Le sol requis pour la production est de type vertisol, riche en argile gonflante, avec une pluviométrie plus faible que les zones montagneuses et une ventilation élevée. Le pH du sol est neutre à légèrement basique.

### Climatologie

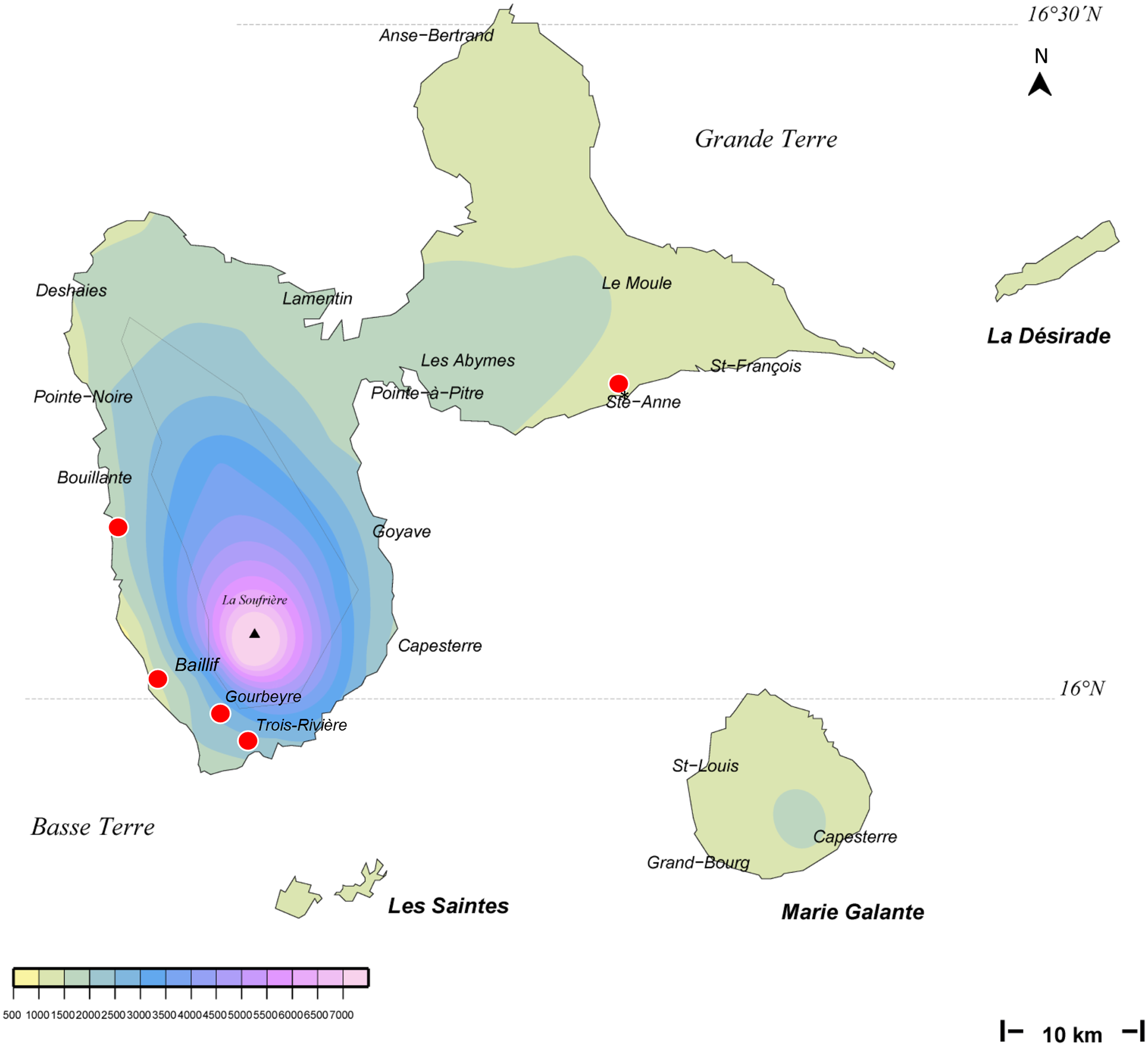
Le nord et l'est de la Grande-Terre ainsi que Marie-Galante sont moins sujets aux précipitations.

Le climat de la Guadeloupe est tropical avec une saison sèche marquée de janvier à mars. Les journées restent chaudes de novembre à juin, période idéale pour la culture du melon, soit la contre-saison du melon en Europe. La pluviométrie varie de 1,1 à 1,5 m par an.

## Production
La production de melons en Guadeloupe se fait sur une aire d'environ 120 hectares, pour plus de 3000 tonnes dont 70 % sont expédiés par avion en Europe,.

La variété cultivée est le melon de type charentais.